# شيريل سانت جيرمان
شيريل سانت جيرمان (بالإنجليزية: Sheryl St. Germain)‏ (28 يوليو 1954، نيو أورلينز في الولايات المتحدة)؛ كاتِبة وشاعرة أمريكية. درست في جامعة جنوب شرق لويزيانا.